# Alexandre Joseph Josquin
Alexandre Joseph Josquin né le 8 septembre 1822 à Andenne (Belgique) et mort le 4 octobre 1876 à Paris est un peintre et illustrateur français.

## Biographie
Alexandre Joseph Josquin, né à Andenne, province de Namur, le 8 septembre 1822, est le fils de Mathieu Joseph Josquin, faïencier (1782-1864), et de Marie-Thérèse Rigaux (1786-1838) établis à Paris entre 1822 et 1834 avec leurs cinq enfants.
Issu de l'école française, il est élève du peintre néoclassique Alexandre-Denis Abel de Pujol (1785-1861). Peintre d'histoire et orientaliste, aquarelliste, pastelliste et illustrateur, Alexandre Josquin expose des portraits, des scènes de genre et des paysages au Salon de 1842 à 1870,,.
Il meurt célibataire à son domicile parisien de la rue Rochechouart le 4 octobre 1876.

## Œuvres

### Peintures
- 1842 : Portrait de Monsieur Klagmann, statuaire.
- 1846 : Intérieur d'écurie.
- 1847 : Le Chariot embourbé.
- 1847 : Le Retour du postillon.
- 1848 : Le Mal.
- 1848 : Baigneuse.
- 1848 : Cheval en liberté.
- 1848 : Femme égyptienne, aquarelle.
- 1848 : Portrait de Mme …, pastel.
- 1850 : Portrait de M. P. en mission dans le Sahara.
- 1852 : Tentation du Christ.
- 1864 : Arabe dans la montagne.
- 1865 : Le Retour à la ferme.
- 1868 : Les Amis.
- 1869 : Le Bain.
- 1870 : Le Coucher.

### Illustrations
- Pluchonneau, Physiologie du franc-maçon, illustré avec Théodore Maurisset, Paris, C. Warée, 1841.
- Jules Ladimir, Physiologie des rats d'église, illustré avec Théodore Maurisset, Paris, C. Warée, 1841.
- Jules Ladimir, Physiologie du pochard, illustré avec Théodore Maurisset, Paris, C. Warée, 1842.

## Collections publiques
- Bar-le-Duc, Musée Barrois : Portrait en pied de Napoléon Ier, d'après François Gérard, huile sur toile, 243 × 161 cm[7].
- Caen, hôtel de préfecture du Calvados : Portrait en pied de Napoléon III et Portrait en pied de l'impératrice Eugénie, d'après Franz Xaver Winterhalter, deux huiles sur toiles, dépôt du Centre national des arts plastiques[8],[9].
- Paris, musée Carnavalet : Camp des troupes sur le boulevard du Temple pendant les journées de juin 1848, huile sur toile, 64 × 81 cm[10].